# 本仮屋リイナ
本仮屋 リイナ（もとかりや リイナ、1991年4月1日 - ）は、日本のフリーアナウンサー。東海テレビ放送の元アナウンサー。元アミューズ所属。
東京都出身。女優の本仮屋ユイカは実姉。

## 来歴
青山学院大学法学部卒業。大学時代、自分たちの企画したイベントで司会したことから、アナウンサーを目指すようになった。2009年、『ミス青山学院大学』に選出され、最終選考まで残る。
2013年3月27日 - 31日、劇団アロッタファジャイナによる『国家〜偽伝、桓武と最澄とその時代〜』で、舞台女優（ヒロイン）を務めた。
就職活動では東京のキー局を中心に全部で11局受け、2013年4月に東海テレビ放送入社（同期のアナウンサーは上山真未）。入社当日の4月1日、新番組『スイッチ!』のレギュラーとしてデビュー。6月9日、『ピースのイライラ救助隊 出動!ストレスキュー!』で全国放送でお披露目。
2013年には、「将来は昼ドラに出てみたい」との発言もあった。2016年には、映画『復讐したい』に出演し、ニュースキャスター役を演じた。
2014年3月9日、第3回名古屋ウィメンズマラソンに出場し、4時間42分16秒で完走した。
2016年3月13日開催の名古屋ウィメンズマラソン2016には同期の上山と出場。レース途中で体調不良になりつつも完走した。
2016年5月に結婚。同月23日の『スイッチ!』の生放送の中で共演者の兵動大樹（矢野・兵動）から祝福を受け、「ありがとうございます」と笑顔で応えた。夫は姉のユイカと同学年である。
2016年9月に妊娠が明らかになり、『スイッチ!』を卒業することが、同月16日発表された。10月以降もアナウンス業務に従事したが、12月23日に、同月末で同社を退社することを明らかにした。
2017年2月、第1子男児を出産。2019年5月には、女児を出産。2児の母である。
2020年6月1日より、アミューズ所属のフリーアナウンサーとなる。2022年3月いっぱいでアミューズを退所。
2022年10月16日と翌週の23日、体調不良のため休養に入った姉・ユイカの代役として『地方創生プログラム ONE-J』（TBSラジオ）のパーソナリティを務める。

## 人物
- 身長161cm[18]。趣味は、ランニング[19]、映画鑑賞、お菓子作り[1]。健康リズムカウンセラーの資格を所有している。
- 自然療法を支持しており、子供が発熱した際にはキャベツを頭にのせたり、鼻詰まりの際には母乳を点鼻するというエピソードをテレビ番組で披露した[20]
- ふんどし女を自称し、日本ふんどし協会からふんどしを贈呈される等、日常的にふんどしを愛用している事実を明らかにした[21][22]。また自身のInstagramで、ふんどしの良さについての質疑応答なども評価され[23][24]、ベストフンドシストアワード2021に選ばれた[25][26]。同賞では新井恵理那が大賞を受賞したが、このことに対して、『ABEMA的ニュースショー』出演時に悔しさを露わにしており、ふんどしの着用歴を主張したり、新井は寝る時しか着用していないことを指摘したりなど、「ふんどし愛」を強くアピールしている[27][28]。
- 占いを好み、東海テレビを退社した時の決め手も占いだったという[29]。

## 出演番組

### フリー時代
- 地方創生プログラム ONE-J （2022年10月16日 - 23日）- 姉である本仮屋ユイカの体調不良に伴う代演[30]

### 東海テレビ時代
- FNNスピーク　ローカルパート
- ピースのイライラ救助隊 出動!ストレスキュー!
- スイッチ!（2013年4月1日 - 2016年9月30日 ）(注1)
- ネプリーグ（フジテレビ）

### 学生時代
- 踊る!さんま御殿!!（日本テレビ）
- クイズプレゼンバラエティー Qさま!!（テレビ朝日）
- 中居正広の怪しい噂の集まる図書館（テレビ朝日）

## 映画
- トランスフォーマー/ロストエイジ (2014年8月8日) 日本語吹き替え版 - 設備管理システム音声
- 復讐したい（2016年2月27日、東海エリアで先行公開 / 3月5日に全国公開、キャンター / スターキャット） - ニュースキャスター 役[8]

## 書籍

### 雑誌連載
- 『東海ウォーカー』「東海巡リ〜ナ」（2013年4月 - ）- 連載